# Tabaldak
Tabaldak este un zeu de creație în mitologia Abenaki. Este considerat „cel care a creat toate ființele vii cu excepția uneia”.